# Macraspis maculicollis
Macraspis maculicollis är en skalbaggsart som beskrevs av Ohaus 1905. Macraspis maculicollis ingår i släktet Macraspis och familjen Rutelidae. Inga underarter finns listade i Catalogue of Life.